# مقصدهای پروازی ایر کانادا روژ
مقصدهای پروازی ایر کانادا روژ به شرح زیر است:
| Hub | قطب         |
| *   | مسیرهای آتی |
| #   | فصلی        |
| [T] | متوقف‌شده    |